# Automatic (Tokio Hotel)
Automatic è un singolo del gruppo musicale tedesco Tokio Hotel. Il singolo è stato pubblicato nei paesi tedeschi con il titolo in lingua tedesca Automatisch.
È il primo singolo estratto dall'album Humanoid della band. È stato pubblicato il 18 settembre in Germania e il 22 settembre negli Stati Uniti dalla Universal Records.

## Tracce e formati

### Versione due tracce
| # | Titolo      | Autori | Durata |
| - | ----------- | ------ | ------ |
| 1 | Automatisch |        |        |
| 2 | Automatic   |        |        |

### Versione premium
| # | Titolo      | Autori | Durata |
| - | ----------- | ------ | ------ |
| 1 | Automatisch |        |        |
| 2 | Humanoid    |        |        |

### Versione standard
| # | Titolo    | Autori | Durata |
| - | --------- | ------ | ------ |
| 1 | Automatic |        |        |